# Adhemarius daphne
Adhemarius daphne là một loài bướm đêm thuộc họ Sphingidae. Nó được miêu tả bởi Boisduval, 1875, và được tìm thấy ở Brasil, Bolivia, Argentina và Paraguay, cũng như Cuba và Costa Rica.
There are probably at least two generations per year. In Brazil, adults have been recorded in tháng 3 và tháng 11.

## Phụ loài
- Adhemarius daphne daphne (Brazil, Bolivia, Argentina và Paraguay)
- Adhemarius daphne cubanus (Rothschild & Jordan, 1908) (Cuba)
- Adhemarius daphne interrupta (Closs, 1915) (Costa Rica)